# Michel-Antoine David

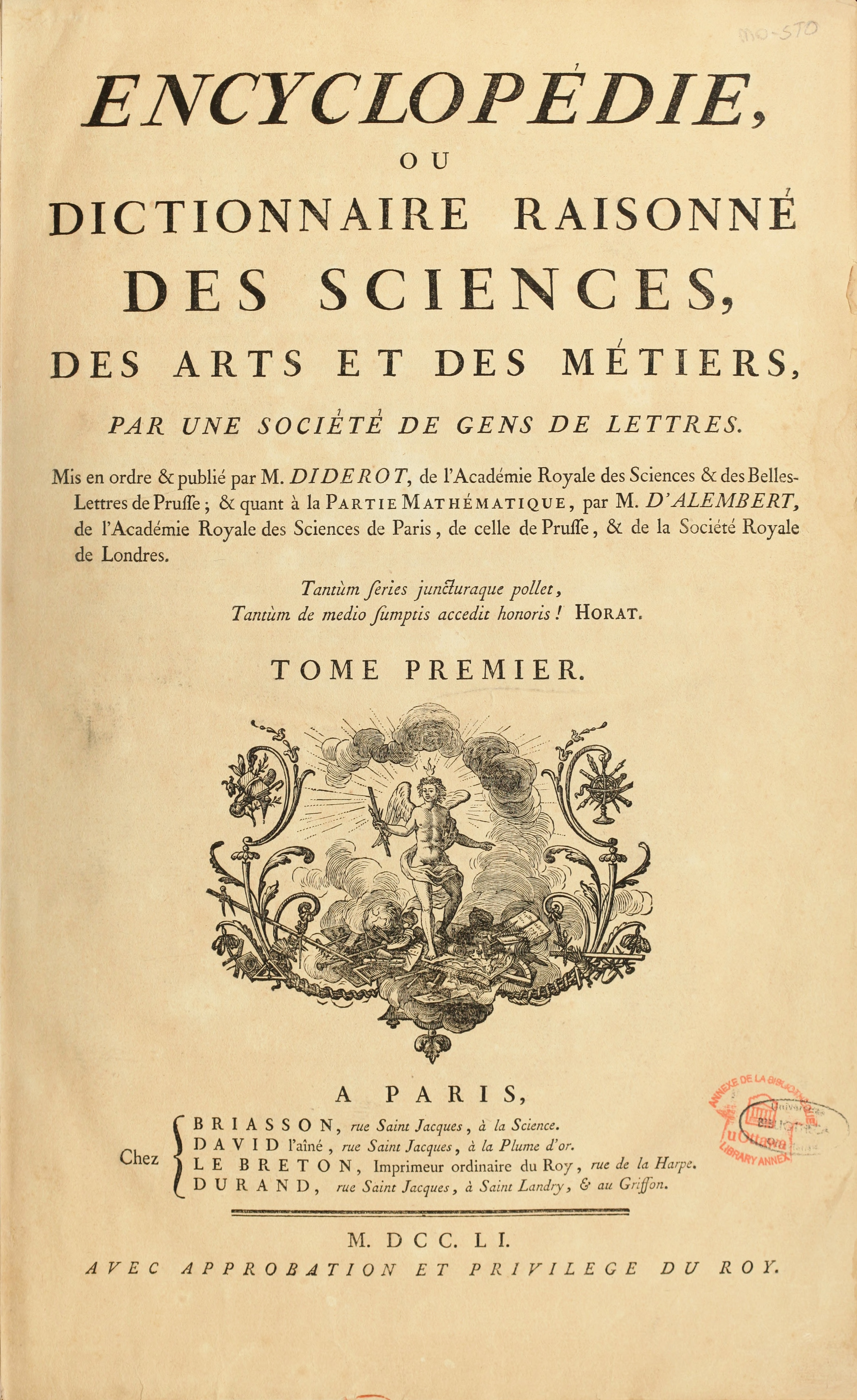
Strona tytułowa pierwszego tomu Encyklopedii (1751); wśród wydawców: "David starszy, ul. Saint-Jacques, "Złote Pióro" (Michel-Antoine David zwany Dawid starszy).

Michelle-Antoine David, zwany Dawid Starszy (ur. ok. 1707, zm. 17 marca 1769) – typograf i wydawca francuski, jeden z Encyklopedystów.
Pochodził z rodziny drukarzy. Był synem Michela Etienne’a Davida, paryskiego drukarza i konsula, wnukiem drukarza Michela Dawida oraz siostrzeńcem drukarza i bibliotekarza Davida Christopha. Szkolił się od września 1727 do stycznia 1732 u paryskiego drukarza Claude’a-Louisa Thiboust’a. Członkiem gildii księgarzy i drukarzy Paryża został w 1732 roku.
Działalność edytorską prowadził w Paryżu w latach 1732 - 1769. Jeden z czterech głównych wydawców Wielkiej Encyklopedii Francuskiej (Encyclopédie ou Dictionnaire raisonné des sciences) wraz z Bretonem, Durandem, Briassonem i Durandem. Jej kolejne tomy ukazywały się sukcesywnie od 1751 roku.